# 爆裂刑警
《爆裂刑警》是1999年上映的香港電影。葉偉信編劇、導演，吳鎮宇、古天樂、羅蘭主演。羅蘭憑此電影獲得2000年第19屆香港電影金像獎最佳女主角，成為該獎項年齡最大的得獎者。

## 演员
| 演员   | 角色  | 备注                     |
| 吳鎮宇 | Mike  | 警察，能仁拍檔           |
| 古天樂 | 能仁  | 警察，喜歡阿Yen          |
| 羅蘭   | 四婆  | 獨居老人，患上老人癡呆症 |
| 莫雅倫 | 阿Yen | 石修契妹                 |
| 林美貞 | 田緣  | 洗衣店老闆               |
| 黎耀祥 | 石修  | Mike、能仁線人           |
| 李煒尚 | 皇子  | 警察                     |
| 羅莽   |       | 被誤認作火機             |
| 李耀明 | 毒龍  | 罪犯首領，假扮警察       |
| 鄒凱光 |       | 四婆鄰居                 |
| 侯煥玲 |       | 洗衣店顧客               |
| 李棟全 |       | 便利店劫匪               |
| 何華超 |       | 罪犯                     |
| 黃德斌 |       | 罪犯，假扮警察           |
| 吳瑞庭 |       |                          |
| 林仲岐 |       |                          |
| 麥詠麟 |       |                          |

## 獎項
| 頒獎典禮                  | 獎項         | 名單                 | 結果 |
| ------------------------- | ------------ | -------------------- | ---- |
| 第6屆香港電影評論學會大獎 | 最佳編劇     | 鄒凱光、葉偉信、張問 | 獲獎 |
| 第6屆香港電影評論學會大獎 | 最佳男演員   | 吳鎮宇               | 獲獎 |
| 第6屆香港電影評論學會大獎 | 最佳女演員   | 羅蘭                 | 獲獎 |
| 第6屆香港電影評論學會大獎 | 推薦電影     | 《爆裂刑警》         | 獲獎 |
| 第19屆香港電影金像獎      | 最佳男主角   | 吳鎮宇               | 提名 |
| 第19屆香港電影金像獎      | 最佳女主角   | 羅蘭                 | 獲獎 |
| 第19屆香港電影金像獎      | 最佳音響效果 | 廖家文、鄭穎園       | 提名 |
| 香港電影金紫荊獎          | 最佳女配角   | 羅蘭                 | 獲獎 |

## 主題曲
- 歌名：小藍
- 作曲、編曲：錢幽蘭
- 填詞：何厚華
- 主唱：莫雅倫

## 外部連結
- 開眼電影網上《爆裂刑警》的資料（繁體中文）
- 香港影庫上《爆裂刑警》的資料（繁體中文）
- 时光网上《爆裂刑警》的資料（简体中文）
- 豆瓣电影上《爆裂刑警》的資料 （简体中文）
- 爛番茄上《爆裂刑警》的資料（英文）
- 互联网电影数据库（IMDb）上《爆裂刑警》的资料（英文）